# Guidi (cognome)
Guidi è un cognome di lingua italiana.

## Varianti
Di Guida, Guida, Guidalotti, Guidarelli, Guidastri, Guidelli, Guidetti, Guidicini, Guidini, Guido, Guidone, Guidoni, Guiducci, Guiduzzi, Guitti, Guitto.

## Origine e diffusione
Il cognome è tipicamente centro-settentrionale.
Potrebbe derivare dal prenome Guido.
In Italia conta circa 5339 presenze.
La variante Guidicini compare a Bologna; Guiduzzi è forlinese e bolognese; Guido è tipico di cosentino e leccese; Guidelli è toscano, della provincia di Arezzo; Guida compare prevalentemente al Nord e al Sud; Guidalotti è fiorentino; Guidastri, poco comune, è bolognese; Guidarelli è presente in Toscana, Marche e nella città metropolitana di Roma; Di Guida compare a Napoli; Guidetti è tosco-emiliano, con un ceppo anche in provincia di Varese; Guidone è foggiano e napoletano; Guidoni è grossetano e romano; Guiducci compare nel centro Italia; Guitto è tipicamente campano, specificatamente napoletano; Guitti è bresciano, ravennate e ferrarese; Guidini è estremamente raro.

## Persone
- Giovanni Guidi, calciatore italiano (Legnano, n.1915)
- Nicholas Guidi, ex calciatore italiano (Viareggio, n.1983)